# Valea Seacă (okręg Covasna)
Valea Seacă (węg. Kézdiszárazpatak) – wieś w Rumunii, w okręgu Covasna, w gminie Sânzieni. W 2011 roku liczyła 628 mieszkańców.